# Fresnicourt-le-Dolmen
Fresnicourt-le-Dolmen là một xã trong vùng Hauts-de-France, thuộc tỉnh Pas-de-Calais, quận Béthune, tổng Houdain. Tọa độ địa lý của xã là 50° 25' vĩ độ bắc, 02° 36' kinh độ đông. Fresnicourt-le-Dolmen nằm trên độ cao trung bình là 188 mét trên mực nước biển, có điểm thấp nhất là 77 mét và điểm cao nhất là 186 mét. Xã có diện tích 7,95 km², dân số vào thời điểm 1999 là 880 người; mật độ dân số là 111 người/km².

## Thông tin nhân khẩu
| 1962 | 1968  | 1975  | 1982 | 1990 | 1999 |
| ---- | ----- | ----- | ---- | ---- | ---- |
| 997  | 1.078 | 1.014 | 974  | 907  | 880  |